# Плима и осека
Плима и осека представљају појаву подизања и спуштања нивоа Земљиних океана услед деловања привлачних сила Месеца и Сунца.
Табеле плиме и осеке могу се користити за било који локалитет да би се пронашла предвиђена времена и амплитуда (или „опсег плиме“). На предвиђања утичу многи фактори, укључујући поравнање Сунца и Месеца, фазу и амплитуду плиме (образац плиме и осеке у дубоком океану), амфидромски системи океана и облик обале и близу обале батиметрија (погледајте мерење времена). Међутим, то су само предвиђања, на стварно време и висину плиме утичу ветар и атмосферски притисак. Многе обале доживљавају полудневне плиме - две скоро једнаке плиме и осеке сваког дана. Друге локације имају дневну плиму - једну осеку и осеку сваког дана. „Мешовита плима“ — две плиме неуједначене магнитуде дневно — трећа је редовна категорија.
Плима и осека варирају у временским размацима у распону од сати до година због бројних фактора који одређују лунитидни интервал. Да би се направили тачни записи, мерачи плиме и осеке на фиксним станицама мере ниво воде током времена. Мерачи занемарују варијације изазване таласима са периодима краћим од минута. Ови подаци се упоређују са референтним (или датираним) нивоом који се обично назива средњим нивоом мора.

## Настајање плиме и осеке
Вода у морима се издиже и спушта два пута дневно зато што је привлачи Сунчева и Месечева гравитација. Иако је Сунчева маса далеко већа од Месечеве, Месец је толико близу Земљи да је његова привлачна сила 2,5 пута већа према воденој маси на Земљи од Сунчеве. Зато се водене површине окренуте Месецу издижу. То је појава плиме.
Јасно је да Месец својом гравитацијом привлачи воду ка себи и диже ниво воде наспрам себе, али како то да се плимни талас појављује на супротној страни планете са истом висином плимног таласа, тј. са истим нивоом воде у морском кориту.
Ствар је у ротационом кретању система Земља-Месец. Оба тела се врте око заједничког центра, смештеног 4608[ķm] од центра планете ка Месецу. Тако да се Месец врти брже око овог центра(29 дана један круг), а тачка на супротној страни планете спорије. Ово кретање водене масе условљава допунско одвлачење водене масе од осе ротације.
На слици су дати прикази оба ефекта у тачки наспрам Месеца и на супротној страни планете, где је:
{\displaystyle M_{m}=7.351\cdot 10^{22}[kg]}- маса Месеца
{\displaystyle \omega ={\frac {2\pi }{T}};T=29}дана - угаона брзина ротације система Земља-Месец
{\displaystyle r=356400[km]}- растојање између Земље и Месеца
{\displaystyle R_{z}=6380[km[}- полупречник наше планете
{\displaystyle M_{Z}=5.9810^{24}[kg]}- маса Земље
{\displaystyle \gamma =6.6710^{-11}{\frac {[N][m]^{2}}{[kg]^{2}}}}- универзалан константа гравитације
{\displaystyle \gamma {\frac {M_{m}}{(r-R_{Z})^{2}}}}- гравитационо убрзање тачке наспрам Месеца
{\displaystyle \omega ^{2}(R_{Z}-r_{1})}- центрифугално убрзање тачке наспрам Месеца.
{\displaystyle -\gamma {\frac {M_{m}}{(r+R_{Z})^{2}}}}- гравитационо убрзање тачке на супротној страни планете
{\displaystyle \omega ^{2}(r_{1}+R_{z})}- центрифугално убрзање тачке на супротној страни планете, где је {\displaystyle r_{1}={\frac {M_{m}}{M_{z}+M_{m}}}r=4608[km]}- растојање центра масе од центра наше планете
Како је {\displaystyle \gamma {\frac {M_{Z}}{r^{2}}}=\omega ^{2}(r-r_{1})=\omega ^{2}{{\frac {M_{Z}}{M_{z}+M_{m}}}r}}=>{\displaystyle \gamma {\frac {M_{m}}{(r-R_{Z})^{2}}}=\omega ^{2}{\frac {M_{m}}{M_{z}+M_{m}}}{\frac {r^{3}}{(r-R_{Z})^{2}}}}=
{\displaystyle \omega ^{2}r_{1}{\Bigl (}1+2{\frac {R_{Z}}{r}}{\Bigr )}}, овде је узета апроксимација {\displaystyle {\frac {1}{(1-{\frac {R_{Z}}{r}})^{2}}}=1+2{\frac {R_{Z}}{r}}}
Сада укупна вуча воде ка Месецу на ближој страни планете износи:
{\displaystyle \gamma {\frac {M_{m}}{(r-R_{Z})^{2}}}}+ {\displaystyle \omega ^{2}(R_{Z}-r_{1})}= {\displaystyle \omega ^{2}R_{Z}{\Bigl (}1+2{\frac {r_{1}}{r}}{\Bigr )}}, а укупна вуча на супротној страни планете:
{\displaystyle \omega ^{2}(r_{1}+R_{z})}= {\displaystyle \omega ^{2}R_{Z}{\Bigl (}1+2{\frac {r_{1}}{r}}{\Bigr )}}
Дакле, вуче су идентичне
На местима између ове две плиме вода се спушта и јавља се осека. Иако се Земља обрће, плима остаје увек на местима окренутим Месецу и на супротним местима на Земљи. Зато се на сваком месту на Земљи где је море појављују две плиме и две осеке на дан. Сизигијска плима настаје када су Сунце и Месец у истој равни и привлаче воду у истом правцу. Квадратурна плима је много слабија и догађа се када силе теже Сунца и Месеца заклапају прав угао.

## Амплитуда и фреквенција
Амплитуде плиме и осеке нису исте на различитим обалама. Рецимо, на Средоземном мору су 10 cm, а на појединим местима на обалама у западној Француској и у југозападном делу Велике Британије амплитуда достиже и више од 12 m. Амплитуда плиме и осеке зависи од међусобног положаја Сунца, Месеца и Земље. Такође се разликују и фреквенције плиме и осеке. На западноевропској обали Атлантског океана временски размак између две плиме износи 12 сати и 25 минута, а на обалама Индокине настаје само једна плима у 24 часа.

## Енергетско искоришћавање плиме и осеке
Укупна енергија плиме и осеке процењује се на 26000 TWh односно 2230 Mtoe по години. Рачуна се да је од укупне енергије плиме и осеке искористиво само 2%, јер је средња амплитуда плиме на обалама свих океана мања од 1 m, а енергетско искоришћавање плиме и осеке економски је оправдано ако је амплитуда већа од 2 m. То је 520 TWh годишње, што је око 3% данашње годишње производње електричне енергије (око 15000 TWh). Стварна електрична енергија је још мања, јер се уз најповољније услове може искористити тек 25% теоријске производње.
За енергетско искоришћавање плиме и осеке, односно за изградњу одговарајуће електране, потребно је одабрати погодно место на обали. То значи да је ту потребно да амплитуда плиме буде велика, а и да постоји могућност изолације дела морске површине изградњом бране, да би се направио акумулациони базен. Најједноставнији начин коришћења постиже се уградњом турбина које раде само у једном смеру струјања воде, а да би се време погона продужило, може се поставити турбина која ради у оба смера струјања воде; из базена и у базен. Турбина може да ради и као пумпа, како за пребацивање воде из базена у море, тако и из мора у базен. На овај начин боље се искоришћава потенцијална енергија плиме и осеке.
Међутим, без обзира на избор начина за искоришћавање енергије плиме и осеке, не може се постићи погон без прекида нити константна снага. То указује да је за производњу електричне енергије потребна сарадња с другим постројењима, односно електранама за производњу електричне енергије, које морају да имају неколико десетина пута већу укупну снагу. Да би постројење било економски оправдано дужина бране не сме да буде превише дугачка, а дубина мора на месту бране не сме да буде превелике дубине.
У Француској је изграђена електрана Ла Ранце, која је почела са радом 1966. године. Има 24 турбине које могу да раде и као пумпе. Укупна снага турбина је 240 MW. Годишња производња износи 608 GWh (20% од теоријске производње), а 64 GWh је потребно за пумпање. Енергија потребна за пумпање се узима из система. Искористива запремина базена износи 184 милиона m³, површина му је 22 km², а дужина око 20 km. Дужина преграде је око 720 m.
У Русији је недалеко од Мурманска изграђена експериментална електрана која је пуштена у погон од 1968. године, а снаге је 800 kW.
Међутим, инвестициони трошкови су велики, а укупна могућа производња електричне енергије, на локацијама које су за то повољне, представља само маргиналну количину потребне енергије. Све су то разлози против добијања енергије на рачун плиме и осеке.

## Живи свет зоне плиме и осеке
Зона плиме и осеке за живи свет у мору има својих предности и мана. Проблеми са којима се жива бића сусрећу је исушивање обале када се вода повуче, а самим тим и директна изложеност сунчевој светлости и већа температура. Такође, у време осеке и концентрација соли постаје већа. Повољности су те да плима доноси свежу воду са новим количинама хране, односно планктоном, а осека односи отпадне супстанце, јаја и ларве становника ове зоне мора. Оваквом начину живота прилагодиле су се многобројне алге, морске сасе, ракови, црви попут арениколе и пужеви, попут прилепка, торњића, зврка и вретена. Црвена морска саса за време плиме избацује своје пипке са жарним ћелијама којима хвата плен, а у току осеке се склупча у облику лопте. Овај део мора настањују и бројне шкољке, од којих је једна од најпознатијих дагња. Осеку преживљава тако што чврсто затвори капке своје љуштуре. Многе животиње попут морских јежева и крабе копача се током осеке укопавају у песак.